# Пембська діоцезія
Пе́мбська діоце́зія (лат. Dioecesis Pembana; порт. Diocese de Pemba) — діоцезія римського обряду Католицької церкви в Мозамбіці, з центром у місті Пемба.  Входить до складу Нампульської церковної провінції. Суфраганна діоцезія Нампульської архідіоцезії. Заснована 5 квітня 1957 року. Голова — єпископ Пембський. Центральний храм — Пембський собор.    Чинний голова — Луїш Фернанду Лісбоа, єпископ Пембський. Стара назва до 17 вересня 1976 року — По́рту-Аме́лійська діоце́зія (лат. Dioecesis Portus Ameliae; порт. Diocese de Porto Amelia).

## Єпископи
- Луїш Фернанду Лісбоа

## Статистика
Згідно з «Annuario Pontificio» і Catholic-Hierarchy.org:
| Рік  | Населення | Населення | Населення | Священики | Священики | Священики | Священики           | Диякони | Ченці    | Ченці | Парафії |
| Рік  | католики  | загалом   | %         | загалом   | секулярні | ченці     | вірних на священика | Диякони | чоловіки | жінки | Парафії |
| ---- | --------- | --------- | --------- | --------- | --------- | --------- | ------------------- | ------- | -------- | ----- | ------- |
| 1970 | 100.697   | 632.158   | 15,9      | 46        | 5         | 41        | 2.189               |         | 49       | 69    | 7       |
| 1980 | 208.000   | 1.461.000 | 14,2      | 16        | 4         | 12        | 13.000              |         | 16       | 31    | 13      |
| 1990 | 308.705   | 1.876.000 | 16,5      | 11        | 5         | 6         | 28.064              |         | 9        | 32    | 25      |
| 1997 | 371.578   | 2.000.000 | 18,6      | 20        | 13        | 7         | 18.578              |         | 10       | 33    | 15      |
| 2000 | 374.873   | 1.400.000 | 26,8      | 18        | 13        | 5         | 20.826              |         | 7        | 29    | 13      |
| 2001 | 380.000   | 1.400.000 | 27,1      | 18        | 13        | 5         | 21.111              |         | 7        | 40    | 14      |
| 2002 | 382.676   | 2.000.000 | 19,1      | 19        | 13        | 6         | 20.140              |         | 8        | 47    | 14      |
| 2003 | 406.000   | 2.120.000 | 19,2      | 20        | 13        | 7         | 20.300              |         | 10       | 47    | 15      |
| 2004 | 400.000   | 1.400.000 | 28,6      | 19        | 12        | 7         | 21.052              |         | 9        | 68    | 14      |
| 2013 | 621.000   | 1.968.000 | 31,6      | 25        | 19        | 6         | 24.840              |         | 17       | 71    | 21      |